# 聖歌
聖歌（せいか）は、キリスト教において用いられる宗教歌を幅広く指す語である。教派ごとにその指す内容は若干異なるが、下記のように「賛美歌」などに比べて広義の意味合いをもつ事が多い。

## 聖歌と賛美歌
- 聖歌 - 古代・中世から続く宗教歌、東方教会（正教会・東方諸教会）の奉神礼に用いられる歌、カトリック教会・聖公会の典礼に用いられる歌。広義には、（下記に挙げた狭義の）「賛美歌」も含まれる。なお、日本のカトリック教会・聖公会では「聖歌」と呼び、「賛美歌（讃美歌）」とは呼ばない。
- 賛美歌・讃美歌 - 教会の会衆によって賛美される、世の民衆への証し的な性格を持つもの、特にプロテスタントを中心として西方教会で用いられる宗教歌を指す。ただし、「聖歌」（日本福音連盟）、「聖歌」（聖歌の友社）、「新聖歌」（教文館）など、出版される賛美歌集に「聖歌集」等の名が付される事もある。

キリスト教音楽が聖歌より広義の内容をもち、歌詞を伴わない器楽曲なども含まれるのに対し、「聖歌」はふつう歌詞が伴われるものをいう。正教会の聖歌は原則としてア・カペラ（無伴奏声楽）であって器楽を伴わないため、正教会の奉神礼で用いられる音楽は必然的に全て聖歌となる。

## カトリック教会の聖歌
カトリック教会で古くから伝統的に歌われてきた聖歌には、ラテン語のグレゴリオ聖歌がある。日本では、伝統的に「カトリック聖歌集」が用いられてきたが、近年は、日本で作られた典礼聖歌も広く歌われている。